# Viarigi
Viarigi – miejscowość i gmina we Włoszech, w regionie Piemont, w prowincji Asti.
Według danych na styczeń 2009 gminę zamieszkiwało 981 osób przy gęstości zaludnienia 71,8 os./1 km².